# 楊超成
楊超成，BBS（1949年12月7日—），香港商人，廣東潮州潮安人，擁有多間珠寶、眼鏡和投資公司，也是英皇集團主席楊受成之弟。
楊超成在1969年畢業於香港格致書院，曾任東華三院主席、中華人民共和國北京市政協委員，2004年獲香港特區政府頒授銅紫荊星章。

## 個人生活
楊超成已婚，與妻子屠氏（Julia）育有二子一女。其中女兒楊永晴在與藝人陳冠希交往期間因被捲入自拍裸照外流事件而名噪一時。

## 名下馬匹
楊超成是香港賽馬會會員，名下馬匹有「超班寶」、「幸福世界」等賽駒。

## 外部連結
- 楊超成在2003年為東華三院主席，曾為防治沙士出力 （页面存档备份，存于）